# Villa Carlos Paz
Villa Carlos Paz är en ort i Argentina.   Den ligger i provinsen Córdoba, i den centrala delen av landet, 700 km nordväst om huvudstaden Buenos Aires. Villa Carlos Paz ligger 666 meter över havet och antalet invånare är 69 451. Den ligger vid sjön Lago San Roque.
Terrängen runt Villa Carlos Paz är varierad. Villa Carlos Paz ligger nere i en dal. Villa Carlos Paz är det största samhället i trakten.
Trakten runt Villa Carlos Paz består i huvudsak av gräsmarker. Runt Villa Carlos Paz är det ganska glesbefolkat, med 29 invånare per kvadratkilometer.